# Cinclodes excelsior
Cinclodes-de-bico-grosso ou pedreiro-do-páramo (Cinclodes excelsior) é uma espécie de ave da família Furnariidae.
Pode ser encontrada nos seguintes países: Colômbia, Equador e Peru.
Os seus habitats naturais são: matagal tropical ou subtropical de alta altitude e campos de altitude subtropicais ou tropicais.